# Porț, Sălaj
Porț este un sat în comuna Marca din județul Sălaj, Transilvania, România.

## Așezare
Satul Porț este situat în partea vestică a județului Sălaj, la limita de graniță cu județul Bihor, pe DN19B, Nușfalău - Marghita.

## Atracții turistice
- Biserica de lemn - Biserică Ortodoxă construită în anul 1792